# Pinkpop Classic
Pinkpop Classic is een eendaags festival dat tussen 2007 en 2013 zes keer werd georganiseerd op het Megalandterrein nabij SnowWorld.

## Geschiedenis
Op dit festival stonden artiesten die in het verleden op Pinkpop hadden gespeeld. Het festival richtte zich op een ouder rockpubliek. De eerste edities waren met zo'n 10.000 bezoekers een groot succes, maar latere edities trokken minder bezoekers. In 2011 en 2014 konden er te weinig bands geboekt worden die al eerder op Pinkpop hadden gestaan, waardoor 2013 de (voorlopig) laatste editie bleef.

## 2007
In 2007 stonden de volgende artiesten op het podium:
- Status Quo
- Marillion
- Willy Deville
- Steve Harley & Cockney Rebel
- Raymond van het Groenewoud
- Wishbone Ash
- Janse Bagge Bend

## 2008
UB 40 was de belangrijkste artiest van de tweede Pinkpop Classic. De Janse Bagge Bend was benoemd tot het huisorkest van Pinkpop Classic. Oorspronkelijk zou Arno optreden, maar die werd vervangen door Mother's Finest. Er waren 7.000 betalende bezoekers.
- UB 40
- Golden Earring
- Manfred Mann's Earth Band
- Fish
- Y&T
- Mother's Finest
- Janse Bagge Bend

## 2009
Tijdens de editie van 2009 maakten de volgende bands hun opwachting. Er waren 11.000 betalende bezoekers.
- Simple Minds (hoofdact/afsluiter)
- The Stranglers
- Sinéad O'Connor
- Living Colour
- Heather Nova
- Claw Boys Claw
- Janse Bagge Bend (huisorkest)

## 2010
- Janse Bagge Bend & Peter Koelewijn
- Iggy Pop & The Stooges
- Gary Moore
- Therapy?
- Kid Creole & the Coconuts
- Fun Lovin' Criminals
- The Cult
- The Presidents of the United States of America

## 2011
In 2011 was er geen editie van Pinkpop Classic. Het was organisator Jan Smeets niet gelukt genoeg oude bands te strikken voor het eendaagse festival.

## 2012
Op 25 augustus 2012 kwam er toch nog een vijfde editie van Pinkpop Classic, ondanks de mislukkig in 2011. Er waren zo'n 5.200 betalende bezoekers.
- Toto
- Big Country
- Bush
- Garland Jeffreys
- Fischer-Z
- Saga
- Massada

## 2013
De zesde (en voorlopig laatste) editie van Pinkpop Classic vond plaats op 24 augustus 2013.
- The Waterboys
- Saybia
- Uriah Heep
- Colin Blunstone Band
- Band of Friends, een Rory Gallagher-tributeband
- CCC Inc.
- Rick Nolov Band & guests

## 2014
In 2014 waren er niet voldoende bands beschikbaar op de geplande datum (23 augustus 2014), waardoor de organisatie moest besluiten het festival niet te laten plaatsvinden.